# Jiří Schelinger
Jiří Schelinger (n. 6 martie 1951, Bousov⁠(d), Cehoslovacia – d. 13 aprilie 1981, Bratislava, Cehoslovacia) a fost un cântăreț și compozitor ceh de muzică rock, una dintre cele mai importante figuri ale rock-ului ceh.

## Biografie
S-a născut în satul Bousov⁠(d), situat chiar la granița Colinele Ceho-Morave, în apropiere de Čáslav⁠(d). Tatăl său Josef (1921–1995) a fost chitarist concertist și profesor de chitară la diferite școli de muzică din Praga, mama sa Miloslava (1929-2007) a fost florăreasă, iar el însuși s-a îndrăgostit de muzică de timpuriu, cântând la pian în tinerețe și mai târziu la chitară. A mai avut un frate, Milan. Curând s-au mutat pe strada Čestmírova din Praga-Nusle⁠(d), locul de naștere al tatălui lor Josef, unde a urmat cursurile liceului de opt ani 91 (pe náměstí Československých legionářů, în prezent școala primară din Praga-Nusle, strada Táborská). A fost, de asemenea, popular printre colegii săi mai mari, cu care a creat un grup de interes pentru chitară la școală. A început apoi să urmeze cursurile unei școli profesionale secundare, dar nu și-a încheiat ucenicia de instalator. în timp ce se afla la școala de ucenici, a fost arestat după august 1968, fiind suspectat de implicare în fraudă și plasat în detenție, unde a încercat o sinucidere demonstrativă pentru a fi eliberat mai devreme. Ca urmare, a fost supus unui examen psihiatric, în urma căruia a obținut o carte albastră care l-a scutit de serviciul în armată. După ce a fost eliberat din spitalul din Bohnice, a devenit sculer la Teatrul Jiří Wolker (în prezent Teatrul din Dlouhá⁠(d)).

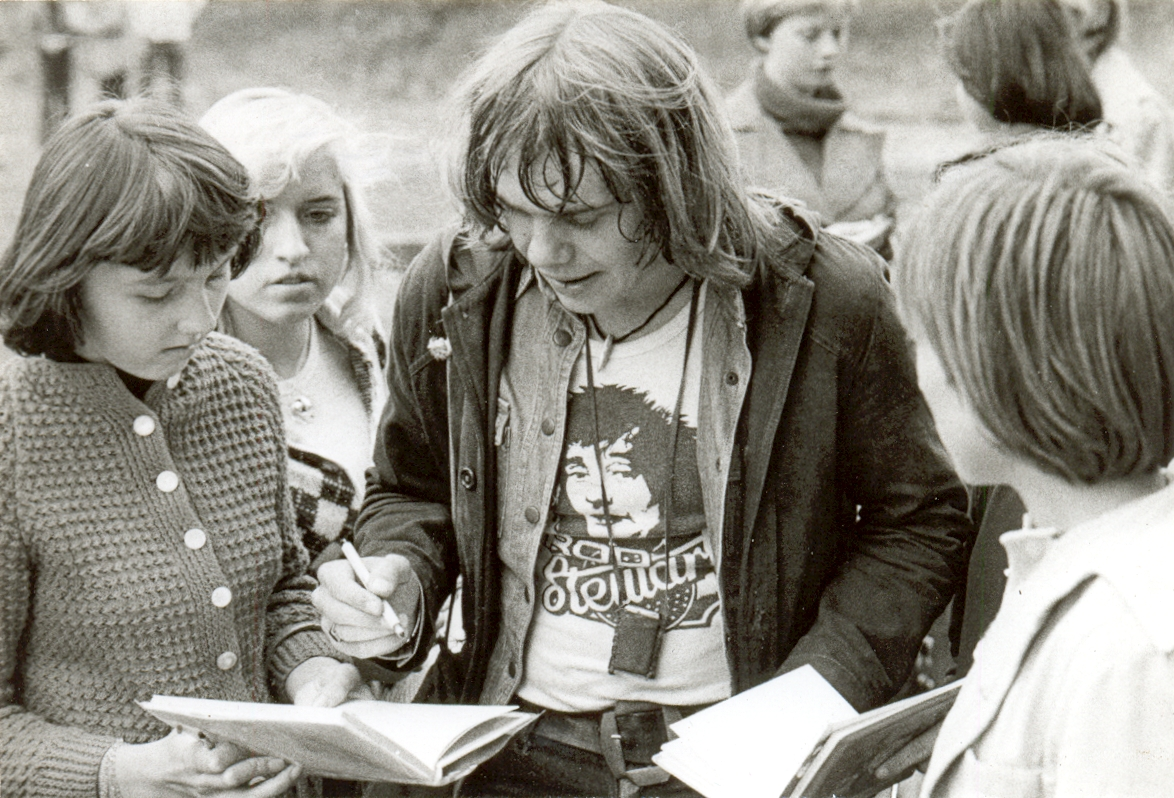
Jiří Schelinger semnează autografe după concert

Prima sa trupă a fost Nothing But Nothing, pe care a înființat-o la școala primară din Nusle și în care cânta la chitară. Mai târziu a cântat în trupa de bar Smaragd a lui Ivo Trojan, care l-a invitat să li se alăture. În timp ce cânta în Liberec, a întâlnit-o și pe viitoarea sa primă soție, Alena. Cu toate acestea, căsătoria a eșuat și a dus la divorț. Are o fiică, Andrea, din această căsătorie.
Apoi s-a angajat ca chitarist și vocalist al trupei de blues The Happy Five. Cu toate acestea, trupa a plecat fără Jiří Schelinger pentru un angajament în Finlanda, așa că a acceptat oferta lui Karel Šíp⁠(d) și a devenit membru al trupei acestuia, Faraon. În 1972 a înregistrat primul său mare succes cu trupa, piesa „Holubí dům“, compusă de compozitorii Jaroslav Uhlíř⁠(d) și Zdeněk Svěrák, și alte câteva single-uri. În 1973 s-a alăturat trupei lui František Ringo Čech⁠(d). Potrivit lui František Ringo Čech, scopul alăturării a fost acela de a strânge sunetul trupei. Împreună au înregistrat primul lor nou hit „Švihák lázeňský“ și apoi albumul Nemám hlas jako zvon.
Din 1975, i s-a interzis să cânte în districtul său natal. Conform unei liste publicate în Rudé právo⁠(d), în 1977 a semnat o Anticharta⁠(d).

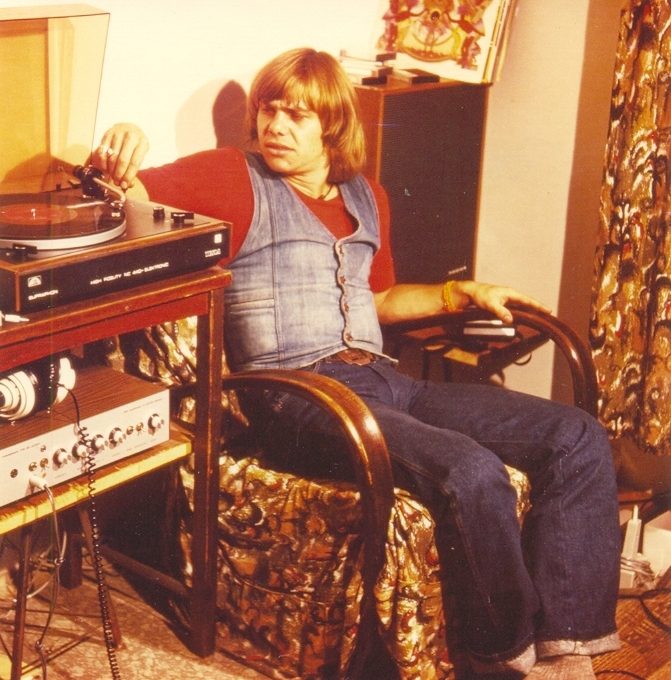
Jiří Schelinger acasă la Nusle

În 1977, a înregistrat un alt album de studio cu Čech și trupa sa, Hrrr na ně..., care a fost supus temerilor de cenzură. A fost primul album hard rock din Republica Cehă. În anii 1970, a apărut un zvon printre fanii lui Jiří Schelinger conform căruia trupa britanică Black Sabbath se gândea să îl angajeze pe cântărețul ceh ca înlocuitor al lui Ozzy Osbourne. Ulterior, au plecat într-un turneu de concerte în Rusia. În Polonia au cântat în deschiderea trupei engleze Smokie. Doi ani mai târziu, a lansat albumul Nám se líbí, urmat de un nou album intitulat Zemětřesení, care nu a fost finalizat din cauza morții sale premature (în 1993, acesta a fost produs în cele din urmă de Brichta, Doležal, Henych și Smetáček).
Pe 13 aprilie 1981, Jiří Schelinger a mers la Bratislava, la invitația studioului din Bratislava al Televiziunii Cehoslovace⁠(d), pentru a înregistra în playback filmul său de succes „Což takhle dát si špenát“. În circumstanțe încă neexplicate, a sărit de pe Podul Vechi⁠(d) din Bratislava în Dunăre. Există mai multe teorii cu privire la motivul pentru care s-a întâmplat acest lucru. Și-a întâlnit fosta iubită și noul iubit al acesteia într-un bar din Bratislava și, îmbogățiți de alcool, au început să discute. După ce au părăsit restaurantul, trio-ul a fost însoțit în Piața Hviezdoslav din Bratislava de doi bărbați necunoscuți, în vârstă de aproximativ 25 de ani, care l-au recunoscut pe cântăreț și au început să-l provoace cu diverse remarci nepotrivite. După un timp, cineva a sugerat cu nonșalanță să se arunce de pe pod în Dunăre. Admiratoarea lui Schelinger a luat-o ca pe o glumă, la fel ca probabil și cântărețul însuși. Un grup de cinci tineri s-a îndreptat apoi spre Podul Vechi. În momentul în care grupul a ajuns la mijlocul Podului Vechi, între al doilea și al treilea pilon, evenimentele au luat o turnură rapidă. Unul dintre cei doi bărbați necunoscuți s-a dezbrăcat până la chiloți și, fără ezitare, a sărit în râul nopții. Nici măcar Jiří Schelinger nu a ezitat. I-a înmânat admiratorului său o geantă cu actele sale și a sărit și el în Dunăre, dar îmbrăcat. Provocatorul a trebuit să se salveze prinzând o geamandură în fluviu, Schelinger nu.
Cadavrul său ar fi fost pescuit din apă la 7 mai 1981, în apropierea așezării Bodíky, în cadastrarea satului Horný Bar, într-un grad considerabil de descompunere. Întrucât nu s-a dovedit nicio vină străină, moartea sa a fost considerată un accident nefericit. Faptul că trupul său nu a fost niciodată identificat de niciun membru al familiei sale sau cel puțin de cunoscuți, i-a determinat pe unii dintre fanii săi să creadă că a supraviețuit saltului și că trăiește undeva izolat și să continue speculațiile.
Potrivit raportului oficial, trupul său este înmormântat în Cimitirul Olšany⁠(d), Praga.

### Speculații despre moarte

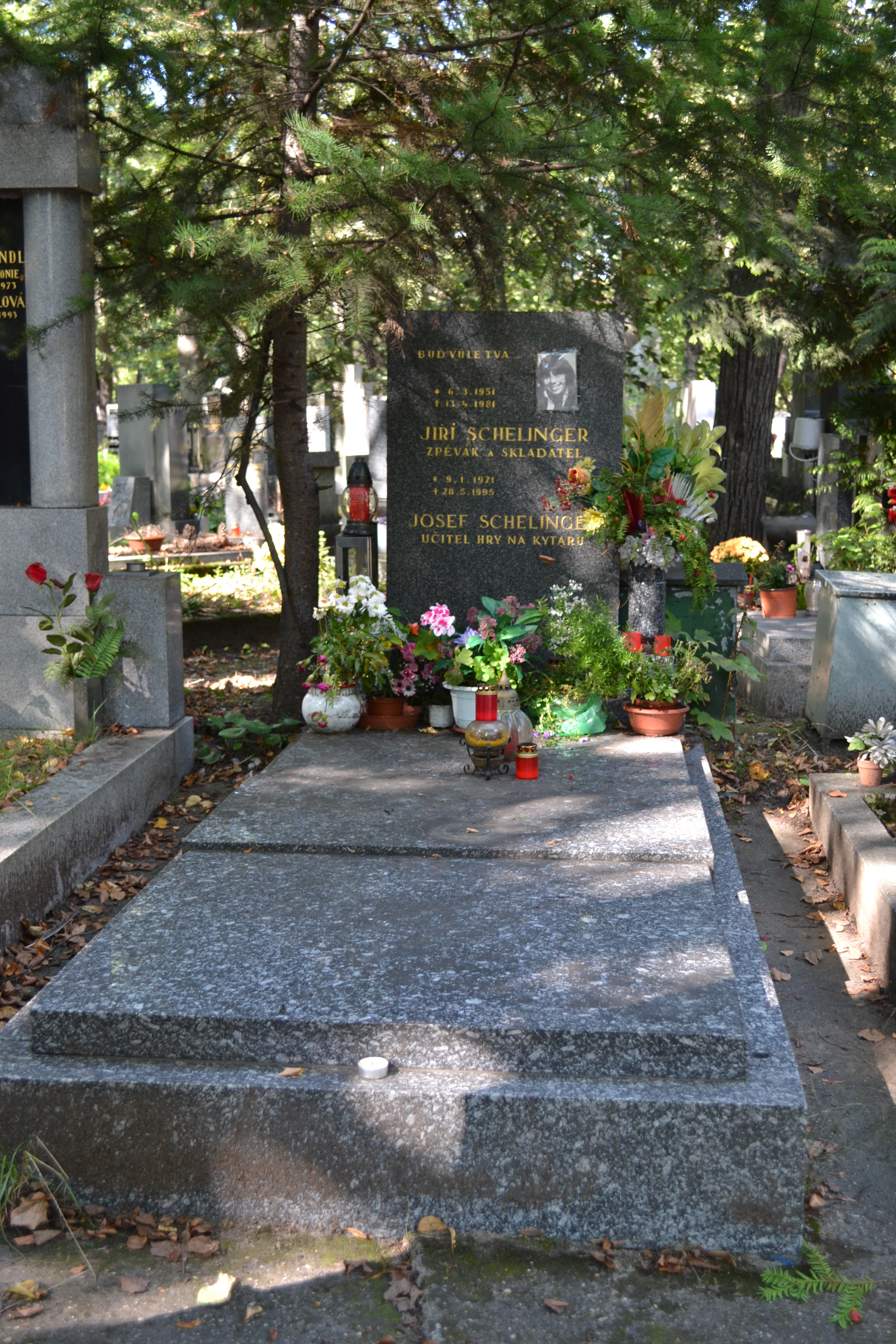
Mormântul din

Moartea sa nu a fost niciodată explicată pe deplin și este învăluită în mister. Sunt speculate mai multe versiuni. Este posibil să fi fost o crimă premeditată, orchestrată de Státní bezpečnost. De asemenea, cântărețul ar fi putut fi sub influența marijuanei sau s-ar fi înecat din cauza lui Iva Janžurová. De asemenea, se speculează că ar fi fost o încercare a cântărețului de a emigra, de a trăi retras sau de a se sinucide. În același timp, se speculează că Veřejná bezpečnost (Cehoslovacia) de la acea vreme a încercat să închidă rapid cazul, iar cadavrul lui Jiří Schelinger a fost declarat ca fiind cel al unui străin necunoscut, despre care se presupune că ar fi fost scos și el din Dunăre. Această teorie este susținută și de declarația fratelui său, Milan, care ani mai târziu a obținut un raport de autopsie care descria corpul cântărețului altfel decât în realitate, cauza morții ar fi fost un atac de cord. Identitatea cadavrului nu a fost niciodată stabilită de niciun membru al familiei sau de vreo persoană apropiată lui Schelinger. Concluzia că trupul era cel al cântărețului s-a bazat pe fișa dentară.
Fratele său, Milan Schelinger, susține, de asemenea, că trupul său a fost găsit mai târziu pe malul Dunării, în Ungaria, unde a fost ulterior îngropat ca necunoscut.
În ciuda vieții sale scurte, a devenit o legendă a bigbeat-ului ceh. Cântecul său este încă unul dintre cele mai caracteristice din istoria rock-ului ceh și este considerat unul dintre cei mai mari cântăreți cehi de rock, hiturile sale fiind încă populare.
Cu ocazia celei de-a șaizeci de ani de la nașterea sa (și a treizeci de ani de la moartea sa), un bust cu o placă comemorativă a fost dezvelit în martie 2011 la casa sa din Praga 4-Nusle, unde a locuit din copilărie (Čestmírova 266/18).

## Discografii

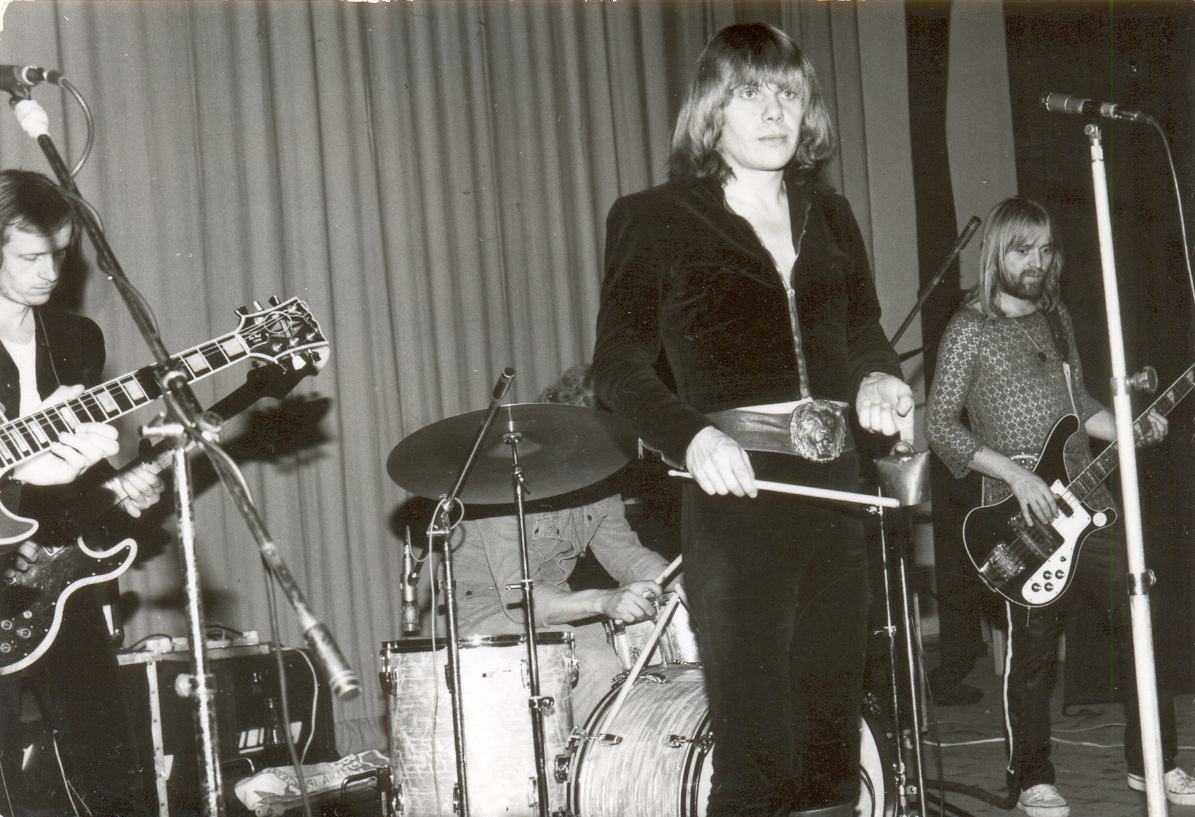
La concert alături de fratele său Milan (stânga)

### Single-uri
- 1973 Holubí dům / René, já a Rudolf (Supraphon⁠(d))
- 1973 Boty děravý / Dráty pletací (Supraphon)
- 1974 Tak ať / Ať jdou dál (Supraphon)
- 1974 Proč potápěč pláče / Jabloňový list (Supraphon)
- 1975 Sim-sala-bim / Formule (Supraphon, SP)
- 1975 Matko má, nedovol / Co je to mezi námi (Supraphon, SP)
- 1975 Jsem svítání / Já to vím (Supraphon, SP)
- 1975 Dělám hú / Tornádo (Supraphon, SP)
- 1976 Šípková Růženka / Sníh a mráz (Supraphon, SP)
- 1976 Já se mám / Léto s tebou (Supraphon, SP)
- 1976 Trambus / Zpověď (Supraphon, SP)
- 1976 Evženie / Ptají se lidé (Supraphon, SP)
- 1976 Moudrý strýček Véna / Švihák lázeňský (Supraphon, SP)
- 1977 Znáš ten dům / Lidé jako my (Supraphon, SP)
- 1977 Brouk Pytlík / Holka bláhová (Supraphon, SP) a doua parte
- 1977 Praví muži zkušení / Tréma (Supraphon, SP)
- 1977 Tvůj první velký kluk jsem já / Jen se pousměj (Supraphon, SP)
- 1977 Což takhle dát si špenát / Závodník (Supraphon, SP)
- 1978 Blues o bolesti / Viva Tonda Mahavišnu (Supraphon, SP)
- 1978 Hop, a je tu lidoop / Kolem mne je lidí (Supraphon, SP)
- 1978 Sloní bugy / Krev neklidná (Supraphon, SP) duete cu Helena Maršálková⁠(d)
- 1978 Nám se líbí / Už není pro mě k mání (Supraphon, SP)
- 1980 Jahody mražený / Jsem prý blázen jen (Supraphon, SP)
- 1980 Což to není krásné / Létáme Franta-já, létáme oba dva (Supraphon, SP) partea a 2-a duet cu Čech
- 1980 Lupič Willy / Co dělá Indián (Supraphon, SP) prima parte
- 1981 Alchymista / Sen (Supraphon, SP)
- 1982 Díky za všechno, mámo má / Sestra má mě hýčká (Panton⁠(d), SP)

### EP
- 1979 Už mě nelíbej / Znám tisíc důvodů / Tak ahoj, mini / Neskutečná (Panton)
- 1981 Já jsem básník – mistr péra. Písně z TV programů "Zpívá a hovoří F. R. Čech". (Panton)

### Albume
- 1975 Báječní muži (Supraphon) (împreună cu Viktor Sodoma⁠(d) și grupul lui F. R. Čech)
- 1975 Ovoce z naší zahrádky (Supraphon) – Albumul nu are un titlu, dar fotografia de pe copertă îi dă acest nume.
- 1975 Nemám hlas jako zvon (Panton)
- 1976 Schelinger a Rezek se skupinou F. R. Čecha (Panton)
- 1977 Hrrrr na ně (Supraphon)
- 1979 Nám se líbí…, (Supraphon)

### Compilații
- 1990 Holubí dům (Supraphon)
- 1991 Hledám cestu zpátky (Panton)
- 1993 Singly 1972–1978 (Supraphon)
- 1997 Holubí dům (Bonton music) (Set de rock 1973–1976)
- 1998 Lupič Willy (Bonton music) (Set de rock 1976–1980)
- 1999 Švihák lázeňský (Bonton music) (Set de pop 1972–1979)
- 2001 Holubí dům (Areca Multimedia)
- 2002 Jsem svítání (Bonton music) (selecție de înregistrări inedite din 1973–1981)
- 2003 Jahody mražený (Supraphon) (Cel mai bun 1973–1981)
- 2006 Jsem prý blázen jen (Supraphon)
- 2007 Holubí dům (Supraphon, DVD)
- 2011 Čas 51:71:81 (Supraphon)

### Cântece pe compilații
- 1992 Ringo hitmaker Supraphonu (Supraphon, 11. Dělám hů! (1974), 13. Švihák lázeňský (1976), 14. Což takhle dát si špenát (1977))
- 2003 To byl váš hit – 70. léta (Levné knihy, FR Centrum, 11. Holubí dům)
- 2006 Legendy českého popu 70. léta (Universal Music, 09. René, já a Rudolf)
- 2006 První originální Karaoke (Universal Music, DVD, 02. Holubí dům)
- 2007 40 největších hitů – Karel Svoboda⁠(d) (Universal Music, 18. Což takhle dát si špenát, 11. Hudba radost dává)
- 2007 Hity z českých filmů a pohádek 1+2 (Popron, CD2/02. Což takhle dát si špenát, CD2/19. Hop, a je tu lidoop)
- 2007 Platinum Collection – Karel Svoboda (EMI, 10. Což takhle dát si špenát)

## Alte cântece
- 1975 Hudba radost dává (din filmul Romance za korunu, 1997 pe casetă Holubí dům)
- 1975 Vyskoč, vstávej, k nám se dej (din filmul Romance za korunu, 1999 pe casetă Švihák lázeňský)
- 1977 Kde jsi, moje lásko (1999 pe casetă Švihák lázeňský)
- 1978 Co se děje (1999 pe casetă Švihák lázeňský)

## Înregistrări pierdute sau nepublicate
- Kufr (filmat în Brno, pierdut)
- Hej, štartér
- Budu to já (cu Jitka Zelenková⁠(d) și Ladislav Štaidl⁠(d))
- Sylvia (înregistrare inedită)
- Konec, platím útratu (din filmul Muž s orlem a slepicí)